# Jon Sallinen
Jon Sallinen, né le 13 novembre 2000, est un skieur acrobatique finlandais, spécialisé dans la discipline du freestyle.

## Palmarès

### Championnats du monde
- Médaillé d'argent lors du Championnats du monde 2023 à Bakuriani  ( Géorgie)

### Coupe du monde
- 3 podiums dont 1 victoire.

| Saison / Épreuve | Half-pipe |
| ---------------- | --------- |
| 2022-2023        | Calgary   |